# Materiały przygotowawcze
Uzasadnienie: dubel
Materiały przygotowawcze (fr. travaux préparatoires) – służą do poznania celu, jaki przyświeca danej regulacji prawnej, a dokładnie poznaniu tzw. historycznej intencji historycznego prawodawcy.
Do materiałów przygotowawczych zalicza się w szczególności:
- projekt danego aktu prawnego
- uzasadnienie projektu danego aktu prawnego
- projekt założeń projektu danego aktu prawnego
- projekty danego aktu prawnego, jakie nie zostały uchwalone, i ich uzasadnienia
- zapisy stenograficzne i zapisy wideo z posiedzeń komisji parlamentarnych i sporządzane na ich podstawie tzw. skrócone informacje oraz sprawozdania (raporty) takich komisji
- sprawozdania stenograficzne i zapisy wideo z posiedzeń plenarnych oraz protokoły z takich posiedzeń
- wypowiedzi projektodawców, zwłaszcza w formie odpowiedzi na pytania zadane im w związku z zaproponowanym przez nich projektem danego aktu prawnego
- opinie osób i ciał, z którymi skonsultowany został projekt danego aktu prawnego lub które opiniowały taki projekt, biorąc udział w jego opracowaniu
- protokoły z posiedzeń komisji kodyfikacyjnej, jaka przygotowała projekt ustawy będącej kodeksem
- w zasadzie wszystkie inne materiały, jakie powstały w związku z procesem legislacyjnym[1].

Największe znaczenie ma tu rządowe uzasadnienie projektu ustawy, w szczególności gdy pochodzi ono od rządu, którego szef jest jednocześnie przewodniczącym partii, która zdobyła większość mandatów w parlamencie, lub jaki z innego powodu ma zapewnione stałe poparcie dla swoich działań ze strony większości parlamentarnej.